# Nu pagadi
Nu Pagadi — немецкая рок-группа (вначале квартет, позднее трио), появившаяся в германском музыкальном реалити-шоу Popstars в 2004 году.

## Название
В названии содержится отсылка к одноименному советскому мультсериалу, хотя в немецком прокате этот мультфильм шел под названием «Заяц и волк» (нем. Hase und Wolf).

## Участники
- Кристина Дёрфер (нем. Kristina Dörfer). Родилась 26 июля 1983 года в Вурцене. После распада Nu Pagadi начала сольную карьеру. Выступала под сценическими именами KR!S и Kris. Первый сингл, Room For More, вышел в октябре 2006 года. Сингл занял десятое место в чартах Финляндии и 51-е — в Чехии. Фирма Škoda использовала песню в рекламе своего автомобиля Škoda Roomster. Сыграла роль Оливии Шнайдер в германском телесериале Verbotene Liebe («Запретная любовь», 2006—2009). В 2008 году стала участником отборочного жюри мюзикла Frühlings Erwachen («Весеннее пробуждение», немецкоязычная версия мюзикла Spring Awakening). Имеет двух дочерей (родились в 2010 и 2013 годах).[1]
- Дорин Штайнерт (нем. Doreen Steinert). Родилась 4 ноября 1986 года в Потсдаме. После распада Nu Pagadi выпустила сингл Der Brief (den ich nie schrieb) («Письмо (которого я никогда не писала)», вышел в августе 2005 года). Сингл занял 29-ю позицию в германских чартах. В 2006 году выпустила второй сингл, Ich bin meine eigene Frau («Я сама себе жена»), занявший в чартах 66-е место.
- Патрик Бойнет (нем. Patrick Boinet). Родился 5 ноября 1976 года в Берлине. После распада Nu Pagadi стал членом жюри в шоу Shibuya на телеканале Viva TV.
- Маркус Гримм (нем. Markus Grimm). Родился 5 мая 1979 года в Мёрсе. Прежде чем стать участником Nu Pagadi, работал музыкальным журналистом в издании plugged (и продолжал там работать, уже выступая в группе) и пел в группе Cabrit Sans Cor. Пишет песни (в частности, писал песни для Клауса Айзенмана, бывшего участника группы Söhne Mannheims, представлявшей Германию на Евровидении в 2013 году).

## Стиль музыки
Сами участники определили свой стиль музыки как глэм-рок.

## Распад
В мае 2005 года группу покинула Дорин Штайнерт, а 25 сентября того же года группа объявила о своем распаде. Причиной были объявлены разногласия по вопросу музыки: Бойнет и Гримм хотели играть рок, а Кристина Дерфер предпочитала исполнять соул.
В одном из интервью Кристина сказала, что они «были всего лишь марионетками»: «Эти костюмы каменного века и кожаные тряпки, которые я обязана была носить, будучи участником Nu Pagadi, никогда не были моим стилем. Это же самое касается и нашей музыки, походившей на крик. Меня никогда не спрашивали, чего я хочу. Я была обязана просто функционировать».

## Дискография

### Альбомы
- Sweetest Poison (2004)
- Your Dark Side (2005)

### Синглы
- Sweetest Poison (2004)
- Dying Words (2005)
- Your Dark Side (2005)
- Queen of Pain(2005)
- Falling Again (2005)
- Moonlight Pogo (2005)
- Hellfire (2005)
- Long Way (2005)
- Scratching the ceiling of the World (2005)
- No love inside (2005)
- Virus (2005)
- Flesh for Fantasy (2005)